# مارغريت نيوتن
مارغريت نيوتن‏ (20 أبريل 1887 في مونتريال - 6 أبريل 1971 في فكتوريا، كولومبيا البريطانية) هي عالمة أمراض نبات وعالمة فطريات كندية معروفة عالميًا ببحثها الرائد في مرض صدأ الساق (أو الصدأ الأسود) الذي يسببه نوع من الفطريات يدعى puccinia graminis، لتأثيره تحديدًا على القمح وهو الغذاء الزراعي الرئيسي الكندي.
لم تتزوج نيوتن قط، ويُنظر إليها على أنها شخص ودود ومثابر ويملك شخصية حماسية وطيبة. غالبًا ما كانت «تعمل إلى حد الإرهاق».

## مطلع حياتها
ولدت نيوتن في مونتريال في 20 أبريل من عام 1887، وهي ابنة جون نيوتن وإليزابيث براون. كانت الابنة الكبرى ولديها ثلاثة أشقاء وشقيقة واحدة، هم روبرت وجون ودوروثي. كان والدها كيميائيًّا مهتمًا بتطبيق العلم على الزراعة.
بدأت تعليمها الرسمي في دار تعليم من غرفة واحدة في نورث نايشين ميلز في قرية ميل التي يسكنها حوالي 300 شخص على نهر بيتيت نايشين (الوطن الصغير) شمال بلدة بليزانس. انتقلت العائلة إلى مونتريال عندما حصل والدها على عمل براتب أعلى. أكملت نيوتن المرحلة الإعداية هناك وسنتين من المرحلة الثانوية، عادت العائلة بعدها إلى بليزانس. في بليزانس، أكملت نيوتن دراستها الثانوية، وتابعت الدراسة في مدرسة البلدة لسنتين إضافيتين، ودرّست بعدها في دار تعليم نورث نايشين ميلز لمدة سنة. انتقلت بعد ذلك إلى فانكليك هيل في مقاطعة أونتاريو، مُتابعةً تعليمها في معهد فانكليك هيل الجامعي قبل أن تنهي برنامج إعداد المعلمين في كلية تورونتو المتوسطة.
بعد ذلك، درّست في بلدة لاتشين لمدة ثلاث سنوات، وفي دار نورث نايشين ميل التعليمي لمدة سنة. استُخدم المال الذي ادخرته في هذه السنوات لتمويل تعليمها الجامعي. وبدافع شغوفها بالفن، التحقت نيوتن في منهج (برنامج) الفنون في جامعة ماكماستر في مدينة هاميلتون في مقاطعة أونتاريو، أنهت سنة واحدة من الدراسات قبل أن تعود إلى مونتريال، حيث التحقت في منهج الزراعيات في كلية ماكدونالد. هناك، كانت الأنثى الوحيدة في صف مؤلف من 50 طالبًا، وتلقت ميدالية حاكم كندا العام الأكاديمية لحصولها على أعلى درجة تخرّج.
في ذلك الوقت، انضمت إلى جمعية كيبيك لحماية النباتات، وبذلك تكون أول أنثى عضو في هذه الجمعية. كانت عضوًا أيضًا في جمعية المُناظرة ورئيسة الجمعية الأدبية لمدة سنة.
سافر مُشرفها دبليو.بي. فريزر إلى كندا الغربية عام 1917 حتى يتمكن من إجراء الأبحاث حول صدأ الساق وهو الوباء الكارثي عام 1916 الذي دمّر 100 مليون مكيال من القمح ويقدر بحوالي 200 مليون دولار. كلّف فريزر طالبته نيوتن بدراسة العينات التي جمعها، والتي قبلت فقط بعدما ألغى عميد الكلية القيود المفروضة على استخدام النساء لمباني المختبرات في الليل؛ ولكن بقي عليها أن تتعامل مع موعد منع التجول  بعد الساعة العاشرة في مكان إقامتها. خلال بحثها، اكتشفت أن أبواغ صدأ الساق قد أصابت القمح بمضار مختلفة.
تخرجت نيوتن وصديقتها بيرل كليتون ستانفورد عام 1918 بشهادة بكالوريوس في علوم الزراعة، ويكنّ بذلك أول امرأتين يحصلن على شهادة في هذه الجامعة. في السنة التالية، تلقت شهادة الماجستير في العلوم، لرسالتها (أطروحتها) مقاومة أصناف القمح لبوشينيا غرامينيز (فطر صدأ الساق) وشملت رسالتها «أشكال مختلفة للأبواغ التابعة لفطر صدأ الساق». طوال تلك الفترة، كان إنجازها الأكاديمي هو الأعلى في فئتها.

## أبحاثها

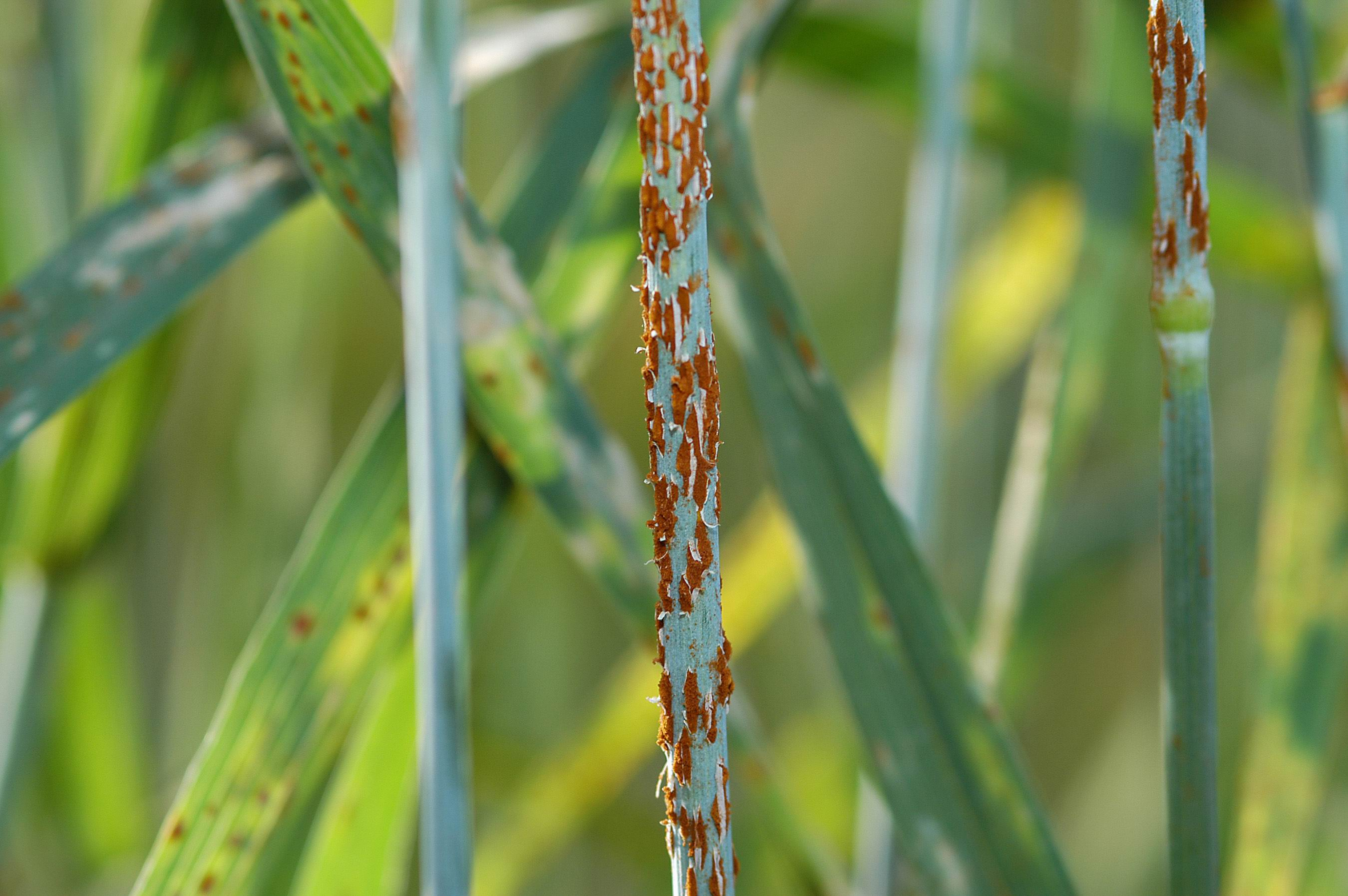
صدأ الساق Puccinia graminis على ساق لنبات القمح.

عام 1920، كنتيجة لبحثها حول صدأ الحبوب ومع استيفاء شهادة المرحلة الجامعية الأولى وشهادة الماجستير  في جامعة ماكدونالد، عُرض عليها منصب باحثة في جامعة ساسكاتشوان في مدينة ساسكاتون. قَبِلت هذا المنصب، ومن عام 1922 إلى عام 1925 كانت عضو هيئة تدريسية كأستاذ مساعد في قسم علم الأحياء، مُنضمة إلى مشرفها السابق دبليو. بي. فريزر، كان التدريس من ضمن المهام الموكلة إليها. خلال هذا الوقت، أجرت دراسات الدكتوراه في جامعة مينيسوتا، وحصلت على الدكتوراه في العلوم الزراعية عام 1922 تحت إشراف إيلفين سي. ستاكمان بأطروحتها دراسات حول صدأ ساق القمح. كانت ستاكمان تجري أبحاثًا أيضًا حول صدأ القمح. أجرت دراسات الدكتوراه بقضاء ستة أشهر في مينيسوتا وستة أشهر في ساسكاتون.
في عام 1925، تلقت دعوة من قِبل ويليام ريتشارد ماذرويل، وزير الزراعة، للمساعدة في إدارة مختبر أبحاث السيطرة على الصدأ الذي أُسس حديثًا في جامعة مانيتوبا في مدينة وينيبيغ، كان تأسيسه استجابة لتفشي الصدأ في عام 1916 و1919 و1921. عُيّنت كبيرة علماء أمراض النبات في المختبر، وبقيت في هذا المنصب حتى تقاعدها، مصحوبة بطالبها السابق ثورفالدر جونسون كمساعد لها في البحث. أسست نيوتن رصد سنوي لصدأ الساق في كندا الغربية، مكتشفةً تنوع من الأعراق في مجموعات الصدأ، والذي في النهاية مكّنها من اكتشاف وفهرسة أنواع القمح وأنواع القمح الهجينة المقاومة لفطر صدأ الساق.
نشرت 45 وثيقة علمية حول فطر صدأ الساق و11 ملخصًا بحثيًا. وفي عام 1929، أصبحت عضو ميثاق جمعية أمراض النبات الكندية وأحد المحررين في دورية علم أمراض النبات. حددت نيوتن أعراق مختلفة من فطر بوتشينييا غرامينيز من الناحية الفيزيولوجية وركزت على تحديد تركيبتهم الجينية وطريقة عمل أعضائهم وأصلهم ودورة حياتهم. بحثت في الصدأ الأصفر (المخطط) على القمح والشعير وصدأ أوراق القمح والعوامل البيئية لمظاهر المرض على نباتات القمح. بحثت أيضًا في التركيبة الجينية للعوامل المسببة لمرض صدأ القمح.
جذب البحث اهتمام عالمي، خصوصًا من قِبل العلماء في البلدان التي تزرع الحبوب وتعاني من خسائر في الإنتاج بسبب صدأ القمح. وبحلول ذلك الوقت كانت تُعرف عالميًا بخبيرة صدأ المزروعات، ومثّلت كندا في الاجتماعات العلمية في الولايات المتحدة وأوروبا وروسيا. كان بحثها هاما من الناحية الاقتصادية، لأنه استُخدم في استحداث مستنبتات من القمح المقاوم للصدأ وأدى إلى «انخفاض خسائر القمح السنوية بسبب الصدأ من 30 مليون مكيال إلى الصفر تقريبًا». صدأ القمح ليس مشكلة هامة في كندا بعد الآن.
في عام 1933 قلقت حكومة الاتحاد السوفييتي بسبب خسائر المحاصيل المستمرة التي يسببها صدأ الساق، دُعيت نيوتن إلى لينينغراد بناءً على طلب من عالم النبات نيكولاي فافيلوف «لتدريب 50 طالبًا مُختارًا بعناية في قضايا أبحاث الصدأ». قضت هناك مدة ثلاثة أشهر، حظيت خلالها بمكانة متميزة مشابهة لمسؤولٍ روسيّ، واطّلعت على كل مرحلة من مراحل بحث النبات الذي أُجري في أكاديمية لينين للعلوم الزراعية. حاول فافيلوف جذبها للعمل في لينينغراد عام 1930 براتب سخيّ ودعم تقني وقافلة للتنقل.

## التقاعد
أدى تعرضها الدائم لأبواغ صدأ الساق إلى إصابة نيوتن بعلّة تنفسية، والتي أسفرت عن تقاعدها مُبكرًا عام 1945 وانتقالها إلى مدينة فيكتوريا. قدّم المزارعون طلبًا بالنيابة عنها إلى الحكومة الكندية لمنحها معاشًا تقاعديًا كاملًا، كونها «وفّرت ملايين الدولارات على البلاد».
في فترة تقاعدها، استمرت بمشاركة خبراتها وبالسفر إلى روسيا وأفريقيا للمساعدة في برامج تخفيف آثار الصدأ، وحضور الاجتماعات والمؤتمرات. في عام 1950، حَضَرت المؤتمر النباتي العالمي في السويد ومؤتمر منظمة الاتحاد العالمي للنساء الجامعيات في سويسرا. أصبحت ناشطة في مجموعات المرأة وزرعت حديقة في منزلها، وكان لها هوايات ذات طابع نشيط منها مراقبة الطيور وتجديف الكنو. توفيت نيوتن في مدينة فيكتوريا في يوم 6 أبريل عام 1971.

## الإرث والجوائز
حازت نيوتن على العديد من الجوائز والتكريمات خلال حياتها. في عام 1942، أصبحت ثاني امرأة تُنتخب لزمالة الجمعية الملكية الكندية بعد أليس ويلسون. مُنحت ميدالية فلافيل من قِبل الجمعية الملكية الكندية عام 1948، وكانت أول شخص يتخرج من كلية الزراعة ويتلقى هذه الجائزة والمرأة الوحيدة التي حصلت على هذا الامتياز.
عام 1956، أعطتها جامعة مينيسوتا جائزة الإنجاز الممتاز، المُقدمة من مشرفة أطروحة الدكتوراه إيلفين ستاكمان، وفي 13 أيار عام 1969 أعطتها جامعة ساسكاتشوان شهادة دكتوراه فخرية في الحقوق. عام 1964، أتمت جامعة فيكتوريا بناء المرحلة الأولى من المُجمّع السكني للطالبات الإناث؛ سُمي واحد من الأبنية ذي الأربع طوابق مبنى مارغريت نيوتن تكريمًا لها. سُميت الأبنية الأخرى على اسم إميلي كار، وديفيد تومبسون، وآرثر كوري.
في 22 ديسمبر عام 1997، سُجلت في قائمة الأشخاص ذوي الأهمية التاريخية الوطنية، وهو سجل من الأشخاص المحددين من قِبل حكومة كندا بكونهم ذوي أهمية وطنية في تاريخ البلاد. وُضعت لوحة تذكارية لها في حرم فورت غاري في جامعة مانيتوبا إقرارًا بالاحترام. ضُمّت نيوتن إلى قاعة الشهرة الكندية للعلوم والهندسة عام 1991. في 17 يوليو عام 2008، ضُمّت إلى قاعة الشهرة الزراعية في مقاطعة مانيتوبا، ووضِعت لوحة تذكارية لها في مدينة بورتاج لابريري تقديرًا لها، وكُشف عن هذه اللوحة رسميًّا في احتفال حضره أقرباؤها «وممثلين من مراكز أبحاث الحبوب».